# Joan Profitós i Fontà
Joan Profitós i Fontà (Balaguer, Noguera, 19 de juliol de 1892 – Barcelona, 7 de gener de 1954) fou un pedagog renovador i sacerdot membre de l'Escola Pia.

## Biografia
Es formà al col·legi dels escolapis de la seva vila natal i decidí ingressar a l'orde de l'Escola Pia l'any 1906. Va ser ordenat sacerdot el 1914. Aquell mateix any es dedicà a l'educació de la primera infància al parvulari del Col·legi Calassanci de Barcelona.
Es vinculà al creixent moviment de renovació pedagògica català impulsat, entre altres institucions, pel Consell de Pedagogia de la Mancomunitat de Catalunya.
Assistí al III Curs Internacional Montessori, celebrat a Barcelona l'any 1918.
El curs 1922-23 renovà el parvulari del Col·legi d'igualada. Entre 1923 i 1931 esdevé professor de secundària a les Escoles Pies d'Olot. Durant aquests anys viatjà per França, Anglaterra, Bèlgica, Itàlia i Suïssa amb l'objectiu de conèixer de primera mà les noves metodologies de l'Escola Nova i en especial els treballs de Ovide Decroly, Édouard Claparède i Maria Montessori. També tingué per referència les propostes d'escolapis com Eduard Llanas, Josep Guañabens i Joan Profitós Roca.
El curs 1931-1932 és destinat al Col·legi Balmes de Barcelona per passar a Terrassa el 1932. El 1935 fou nomenat assistent i secretari provincial: passà a residir al Col·legi de Sant Antoni de Barcelona.
L'agost de 1936 va poder eludir la persecució religiosa que esclatà a Catalunya provocada pel cop d'estat militar del 18 de juliol i per via marítima arribà a Itàlia, El novembre del mateix any viatjava fins a la casa escolàpia d'Iratxe a Navarra, en zona franquista, on diversos escolapis catalans s'organitzaren entorn del pare Manuel Bordás. A les acaballes de la guerra civil, el 1938, anà a Balaguer a prendre possessió del primer col·legi català que es recuperava.
Ja durant la guerra civil i més encara en els anys de dura repressió del primer franquisme, Joan Profitós rebé fortes crítiques pel seu suport anterior a la llengua i a l'escola catalana. El 1939 renuncià als càrrecs de govern escolapis i fou destinat a Sabadell. Tot i això, fou acusat d'atemptar contra el Nuevo Estado franquista amb els seus llibres de lectura. En represàlia, el Ministeri d'Educació condicionà l'aprovació dels estudis de batxillerat als escolapis de Sabadell a què el pare Profitós fos apartat de la ciutat. El pare provincial el traslladà a Tàrrega, on residí entre 1944 i 1946. De tota manera, amb un gest de clara rehabilitació, els dirigents de l'Escola Pia el nomenaven rector del col·legi de Sabadell entre 1946 i 1952. Aquell mateix any era encarregat pel pare provincial de fomentar la millora de l'ensenyament dins les escoles de l'orde escolapi a Catalunya. Amb el seu equip preparà diverses accions i fundà una biblioteca pedagògica per a la formació dels mestres. La seva prematura mort no permeté desplegar i fructificar aquesta iniciativa.
En reconeixement de la seva tasca educativa, es creà el Premi d'Assaig Pedagògic Joan Profitós, amb l'objectiu d'estimular la reflexió sobre aquelles accions pedagògiques que malden per desenvolupar íntegrament la persona, S'ofereix a una obra de reflexió, d'anàlisi pedagògica o que exposi una experiència renovadora de l'escola. La convocatòria, que forma part del cartell de premis anual de l'Institut d'Estudis Catalans, la realitza la Fundació Joan Profitós i la Societat Catalana de Pedagogia, sota el patronatge de l'Escola Pia de Catalunya.

## Llengua catalana i llibres escolars
Joan Profitós va promoure la catalanització de l'escola escolàpia i la modernització de metodologies i utillatges.
Tot i les crítiques que el corrent de l'educació activa feia dels llibres de text per la centralitat que tenien en les pràctiques escolars, Joan Profitós advertí que el llibre de text es podia convertir en un vehicle de renovació que actués com a agent regenerador de la pràctica educativa. Seguint el corrent de modernització del llibre escolar iniciat a Catalunya des de diversos sectors, Profitós fou autor de remarcables textos escolars en català que formaven una sèrie que fou interrompuda per l'adveniment de la dictadura de Primo de Rivera.
Joan Profitós, seguint les propostes renovadores de la didàctica de la lectura, proposà simultaniejar la lectura i l'escriptura. A partir de la segona dècada del segle XX les metodologies actives introduïren canvis profunds en els sil·labaris sota l'influx del Word Method nord-americà. Un exemple notable d'aquests canvis d'orientació és el sil·labari català, de 1919. elaborat per Joan Profitós, amb dibuixos de Joan Llaverias, El qual recull bona part del plantejament i graduació proposats per Pompeu Fabra i que té ben presents les aportacions d'Eladi Homs.
Les edicions del pare Profitós reflecteixen tant l'estètica i els valors noucentistes com el respecte pels infant de la pedagogia activa. Són il·lustrats per artistes destacats com Joan G. Junceda, Miquel Cardona, Josep Obiols i el citat Joan Llaverias.
També es preocupà per la catalanització i modernització de l'educació religiosa en la línia en la metodologia activa, especialment la montessoriana.

## Obra
- .El meu llibret. Sil·labari català, Barcelona: Editorial Catalana, 1919 (4 eds.);
- Mi librito. Segunda parte (adaptació castellana de El meu llibret), Barcelona: Publicaciones Calasancias, 1920 (3 eds.).
- Vida de Sant Josep de Calassans. Fundador de l’Escola Pia, Barcelona, Foment de Pietat Catalana, 1920
- La parla i el nom del sant pedagog. Barcelona: 1920
- El llibre del infants. Primer grau. Sèrie graduada de llibres de lectura, Barcelona, Editorial Catalana, 1922 (2 eds.).
- Llibre dels nois. Segon grau. Sèrie graduada de llibres de lectura, Barcelona: Imprenta Elzeviriana y Librería Camí, 1933.
- El llibre dels minyons. Tercer grau. Sèrie graduada de llibres de lectura, Barcelona, Gràfiques Romestre, 1933.
- Mi librito. Primera parte (adaptació castellana de El meu llibret), Barcelona: Publicaciones Calasancias, 1934.
- Vida de Sant Pompili M.ª Pirroti, sacerdot i mestre de l’Escola Pia. Barcelona: Imprenta Elzeviriana y Libería Camí, 1934.
- Cartilla. Silabario español. Primera parte, Barcelona, Seix y Barral, 1940 (9 eds.).
- “Crònica de 1936”, a Catalaunia (Barcelona), n.º 290 (1986).